# Войнич (гміна)
Гміна Войнич (пол. Gmina Wojnicz) — місько-сільська гміна у південній Польщі. Належить до Тарновського повіту Малопольського воєводства.
Станом на 31 грудня 2011 у гміні проживало 13239 осіб.

## Площа
Згідно з даними за 2007 рік площа гміни становила 78.55 км², у тому числі:
- орні землі: 64.00%
- ліси: 24.00%

Таким чином, площа гміни становить 5.55% площі повіту.

## Населення
Станом на 31 грудня 2011:
| Опис     | Загалом | Загалом | Чоловіки | Чоловіки | Жінки | Жінки |
| -------- | ------- | ------- | -------- | -------- | ----- | ----- |
| одиниця  | осіб    | %       | осіб     | %        | осіб  | %     |
| все      | 13239   | 100     | 6578     | 49.69    | 6661  | 50.31 |
| міське   | 3410    | 100     | 1620     | 47.51    | 1790  | 52.49 |
| сільське | 9829    | 100     | 4958     | 50.44    | 4871  | 49.56 |

## Сусідні гміни
Гміна Войнич межує з такими гмінами: Боженцин, Ветшиховіце, Дембно, Заклічин, Плесьна, Тарнув.